# Adrián Biniez
Adrián Biniez (ur. 28 sierpnia 1974 w Buenos Aires) – argentyński reżyser i scenarzysta filmowy, mieszkający i tworzący od lat w Urugwaju. Jego debiutancki film Gigante (2009) został pokazany w konkursie głównym na 59. MFF w Berlinie, gdzie stał  się sensacją festiwalu. Reżyser otrzymał za niego drugą nagrodę Grand Prix Jury (wspólnie z filmem Maren Ade Wszyscy inni), Nagrodę im. Alfreda Bauera za innowacyjność (ex aequo z Tatarakiem Andrzeja Wajdy) oraz nagrodę za najlepszy debiut.